# Độ phân cực spin
Độ phân cực spin (tiếng Anh: Spin polarization) là đại lượng được xác định bằng mức độ định hướng theo một chiều nhất định của spin trong các hạt cơ bản. Trên thực tế, khái niệm này được sử dụng nhiều cho dòng hạt điện tử, hay cho các hệ chất rắn mà ở đó độ phân cực spin liên quan đến các tính chất sắt từ và tính chất từ-vận chuyển của hệ. Khái niệm độ phân cực spin cũng là một khái niệm cơ bản quan trọng của spintronics .

## Xác định độ phân cực spin
Do thuộc tính của spin, spin trong các hạt cơ bản chỉ có thể định hướng theo 2 chiều lên (up) hoặc xuống (down). Độ phân cực spin được xác định là phần trăm sai khác giữa nồng độ các spin định hướng theo hai phương lên hoặc xuống :
{\displaystyle P={\frac {n_{\upharpoonright }-n_{\downharpoonright }}{n_{\upharpoonright }+n_{\downharpoonright }}}}
với {\displaystyle n_{\upharpoonright },n_{\downharpoonright }} lần lượt là mật độ spin up và spin down.
Trong kỹ thuật, người ta có thể có nhiều cách khác nhau để xác định độ lớn của độ phân cực spin như sử dụng kính hiển vi điện tử, sử dụng kỹ thuật phổ phát xạ quang phân giải thời gian, kỹ thuật cộng hưởng thuận từ hay cộng hưởng sắt từ điện tử...

## Ứng dụng trong từ học và spintronics

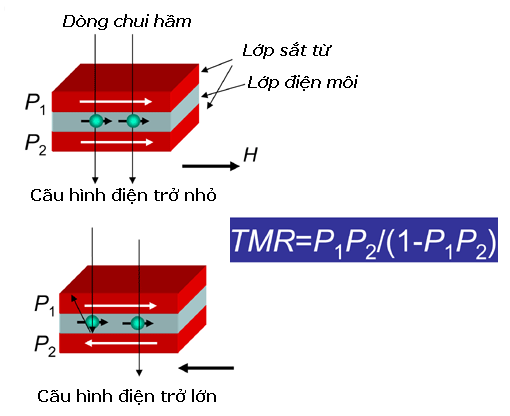
Hiệu ứng từ điện trở chui hầm: tỉ số TMR được xác định liên quan trực tiếp đến độ phân cực spin của các lớp sắt từ cấu thành hệ đa lớp.

Độ phân cực spin là một khái niệm tổng quát trong vật lý nhưng thực chất nó được sử dụng nhiều nhất trong lĩnh vực từ học và spintronics mà ở đó độ phân cực spin liên quan nhiều đến tính chất sắt từ hoặc tính chất từ điện trở.
Độ phân cực spin có thể được dùng làm đại lượng của từng loại vật liệu sắt từ, mà vật liệu có độ phân cực spin tốt nhất hiện nay là các vật liệu bán kim (hợp kim Heusler) với độ phân cực spin tới gần 100%.
Trong các cấu trúc chui hầm từ, độ phân cực spin là một khái niệm quan trọng để xác định tỉ số từ điện trở của hệ. Đối với các tiếp xúc từ chui hầm có 2 lớp sắt từ kẹp giữa bởi một lớp điện môi, tỉ số từ điện trở (trong trường hợp này sử dụng là TMR) phụ thuộc vào độ phân cực spin của 2 lớp ({\displaystyle P_{1},P_{2}}), và được cho bởi công thức:
{\displaystyle TMR={\frac {P_{1}.P_{2}}{1-P_{1}.P_{2}}}}